# Арсентьев, Виктор Анатольевич
Виктор Анатольевич Арсентьев (12 сентября 1961 — 22 сентября 1983) — рядовой пограничных войск Комитета государственной безопасности при Совете Министров СССР, участник войны в Афганистане, погиб при исполнении служебных обязанностей, кавалер ордена Красного Знамени (посмертно).

## Биография
Виктор Анатольевич Арсентьев родился 12 сентября 1961 года в посёлке Новый Тап Юргинского района Тюменской области. С 1964 года вместе со своими родителями жил в городе Тобольске. Окончил девять классов Тобольской средней школы № 8, после чего уехал в Москаленский район Омской области, где поступил в среднее профессионально-техническое училище № 32, работавшее на базе совхоза «Элита». Окончил его, жил и работал в городе Заводоуковске Тюменской области.
25 октября 1981 года был призван на службу в Вооружённые Силы СССР. После прохождения обучения служил в частях пограничных войск Комитета государственной безопасности при Совете Министров СССР на Дальнем Востоке. В начале 1982 года подал рапорт о направлении его в Демократическую Республику Афганистан. Весной 1982 года его просьба была удовлетворена, и рядовой Виктор Анатольевич Арсентьев получил назначение на должность водителя взвода связи мотоманёвренной группы. Дислоцировалась эта часть под городом Файзабадом в афганской провинции Бадахшан.
Находясь в Афганистане, вместе со своим взводом подчинялся специальному подразделению «Каскад». 22 сентября 1983 года он по распоряжению старшего советника Комитета государственной безопасности СССР в провинции Бадахшан подполковника Анатолия Неежмакова на автомашине «УАЗ», закреплённой за советником ЦК ВЛКСМ, доставлял тяжело заболевшего связиста, рядового Александра Бульбакова. Им удалось добраться до госпиталя, где радисту была оказана медицинская помощь, после чего оба бойца выехали в обратный путь. По пути в расположение своей части их машина была обстреляна моджахедами из промоины, шедшей от кишлака Баташ. Получивший смертельные ранения, водитель Арсентьев скончался за рулём, проехав ещё около 80 метров. Бульбаков, получивший три ранения, выжил и, отстреливаясь, дождался подхода подкреплений. Похоронен Арсентьев на городском кладбище города Заводоуковска Тюменской области.

## Память
- В честь Виктора Анатольевича Арсентьева названа улица в городе Тюмени[1].
- Имя Арсентьева увековечено на часовне на мемориальном кладбище в городе Ялуторовске Тюменской области[4].
- Мемориальная доска в память об Арсентьеве установлена на здании Тобольской средней школы № 8[5].